# Nos jours heureux (roman)
Pour les articles homonymes, voir Nos jours heureux (homonymie).
Nos jours heureux est un roman de l'écrivain sud-coréenne Gong Ji-young publié en 2005. Le récit traite du pardon, de la peine de mort, de la rédemption et de la force de l'amour. Il est adapté au cinéma en 2006 sous le même titre par Song Hae-seong.

## Résumé
Après plusieurs tentatives de suicide, Yujeong, une jeune femme d'une trentaine d'années issue d'une bonne famille, est prise en main par sa tante Monica, qui est religieuse. Celle-ci lui offre, à la place du traitement psychiatrique qui lui pend au nez, de venir avec elle en visite à la maison d'arrêt de Séoul. La première rencontre a lieu un peu avant Noël, avec un condamné à mort, Yunsu. Malgré un premier contact assez peu marqué par l'enthousiasme des deux parties, au fur et à mesure des visites, se tisse un lien d'amitié entre la jeune femme et le détenu, qui finissent par se raconter leur vie en toute sincérité, et malgré l'omniprésence de l'éducateur. 
Parallèlement à l'histoire de ces visites, le roman est parcouru de feuillets du "cahier bleu", qui n'est autre que l'histoire du détenu racontée par lui-même. Mais cela, on ne le découvre qu'à la fin du roman, lorsque Yujeong récupère les affaires du détenu exécuté. On apprend alors l'enfance malheureuse du condamné, et celle de son petit frère, Eunsu. Leur père étant un alcoolique si violent que la mère des deux garçons finit par quitter le foyer, laissant ses deux enfants à la merci de son mari. Eunsu, après une maltraitance paternelle est rendu aveugle. Yunsu et son frère, livrés à eux-mêmes, sont pris dans un engrenage infernal, passant de la rue en maison de correction, intégrant une bande de gamins des rues, etc. Finalement, Eunsu meurt dans la rue à cause d'une grippe. Mais, on découvre également que ce n'est pas Yunsu qui a commis le triple meurtre pour lequel il est condamné à la peine capitale, mais son complice de cambriolage qui lui fait porter le chapeau afin d'échapper à la mort. En outre, l'auteur nous révèle à la fin du livre que le mal-être de Yujeong provient du viol perpétré par son cousin, viol dont la mère de Yujeong a toujours nié la réalité afin de ne pas ternir l'avenir prometteur du violeur. 
Quelque temps après l'exécution de Yunsu, Yujeong finit par accorder le pardon à sa mère pour sa mauvaise attitude.

## Adaptation cinématographique
- 2006 : Nos jours heureux (Urideul-ui haengbok-han shigan), film sud-coréen réalisé par Song Hae-seong, avec Kang Dong-won